# カラオケ JOYSOUND for Wii U
カラオケ JOYSOUND for Wii U（カラオケ ジョイサウンド フォー ウィー ユー）とは任天堂とJOYSOUNDが開発した家庭用のカラオケ演奏ソフトウェアである。
主にリビングなどでの使用を想定しており、任天堂は2017年10月30日にNintendo×JOYSOUND Wii カラオケU から カラオケ JOYSOUND for Wii U と改称した。
任天堂は2023年6月30日に本ソフトウェアのサービスを終了した。

## 概要
Wii U に最初からプリインストールされている。約10万曲以上の楽曲が収録しており、チケット(利用券)を購入することで使用が可能となる。また Wii U GamePad を使用することによって選曲、楽曲の早送り、巻き戻し、演奏中止などが可能である。専用のマイクを使用することも可能。
また Mii を使用してチームに分かれ、歌の上手さを競う「うた合戦」があり楽曲や気分に合わせ Mii を着せ替えたりステージを変更することが可能。

## 利用券のプラン
出典：
| 3時間券       | 24時間券(1日) | 30日券(1ヶ月)   | 90日券          |
| ------------- | ------------- | --------------- | --------------- |
| 200円(税込み) | 300円(税込み) | 1,000円(税込み) | 2,000円(税込み) |

カラオケ JOYSOUND forWii Uを参照。